# Pegesimallus aulicus
Pegesimallus aulicus là một loài ruồi trong họ Asilidae. Pegesimallus aulicus được Wiedemann miêu tả năm 1828.